# Anendacusta yarramani
Anendacusta yarramani är en insektsart som först beskrevs av Otte, D. och R.D. Alexander 1983.  Anendacusta yarramani ingår i släktet Anendacusta och familjen syrsor. Inga underarter finns listade i Catalogue of Life.